# Květen 2024
Toto je archivovaný článek z portálu Aktuality.
1. května – středa
 Ve věku 79 let zemřel bývalý místopředseda ODS Miroslav Macek. 
3. května – pátek
 Z kosmodromu Wen-čchang odstartovala čínská raketa Dlouhý pochod 5 s lunární sondou Čchang-e 6, jejímž cílem bylo přistát a odebrat vzorky na odvrácené straně Měsíce. 
7. května – úterý
 Trans práva v ČR: Ústavní soud zrušil podmínku sterilizace požadované zákonem pro úřední změnu pohlaví trans osob. 
8. května – středa
 Společnost AstraZeneca zahájila celosvětové stahování své vakcíny proti covidu-19 kvůli nízké poptávce. 
 Před manhattanským federálním soudem začal proces s Billem Hwangem, v souvislosti s krachem společnosti Archegos Capital Management obviněným z vydírání, podvodu s cennými papíry, manipulace s trhem a dalších zločinů. 
10. května – pátek
 V noci 11. května byla nad Českem pozorována nejsilnější polární záře od roku 2003. 
 Dvě aktivistky skupiny Just Stop Oil se v Britské knihovně pokusily rozbít vitrínu s Velkou listinou svobod. 
 V Petrohradu prorazil autobus zábradlí na Pocelujevově mostě a zřítil se do řeky Mojky. Sedm lidí zahynulo a další je v kritickém stavu v nemocnici. 
11. května – sobota
 V soutěži Eurovision Song Contest 2024 zvítězila švýcarská nebinární osoba Nemo s písní „The Code“. 
12. května – neděle
 Ruský prezident Vladimir Putin navrhl odvolání ministra obrany Sergeje Šojgua. Ve funkci jej má nahradit Andrej Bělousov.
 Berlínští filharmonikové s šéfdirigentem Kirillem Petrenkem zahájili 79. ročník Pražského jara. K 200. narozeninám Bedřicha Smetany uvedli jeho cyklus symfonických básní Má vlast.
15. května – středa
 V Handlové na Slovensku byl spáchán atentát na premiéra Roberta Fica. 
 Francouzské úřady vyhlásily výjimečný stav a zakázaly sociální sít TikTok kvůli nepokojům v zámořském území Nová Kaledonie. 
16. května – čtvrtek
 Lichtenštejnský parlament schválil stejnopohlavní manželství. 
 Prezident Petr Pavel jmenoval Marka Ženíška do funkce ministra pro vědu a výzkum ve vládě Petra Fialy. 
19. května – neděle
 Íránský prezident Ebráhím Raísí a ministr zahraničí Hosejn Amírabdolláhján zemřeli při pádu vrtulníku v provincii Východní Ázerbájdžán. 
20. května – pondělí
 Prokurátor Mezinárodního trestního soudu navrhl vydání zatykače na izraelského premiéra Benjamina Netanjahua a ministra obrany Jo'ava Galanta, a stejně tak na představitele Hamásu Jahjá Sinvára, Muhammada Dajfa a Ismáíla Haníju kvůli podezření ze zločinů spáchaných během probíhající války v Pásmu Gazy. 
22. května – středa
 Poslanecká sněmovna Parlamentu České republiky schválila novelu insolvenčního zákona zkracující dobu oddlužení na tři roky. 
23. května – čtvrtek
 V reakci na inauguraci prezidenta Laj Čching-teho zahájila Čínská lidová osvobozenecká armáda dvoudenní manévry v okolí Tchaj-wanu. 
26. května – neděle
 Český tým vyhrál Mistrovství světa v ledním hokeji 2024, které se konalo v Praze a Ostravě. 
 Mezinárodní organizace pro migraci zvýšila odhad počtu obětí sesuvu v provincii Enga v Papui Nové Guinei na 670 lidí. Záchranné operace stěžují násilnosti mezi místními kmeny. 
30. května – čtvrtek
 Porota newyorského soudu shledala bývalého amerického prezidenta Donalda Trumpa vinným z falšování obchodních záznamů. Donald Trump se tak stal prvním americkým prezidentem usvědčeným z trestného činu. 